# Xaintrie
La Xaintrie (Sentria en occitan) est une région naturelle de France à l'ouest du Massif central, qui s'étend dans l'est de la Corrèze une partie nord-ouest du Cantal et la pointe nord du Lot.

## Toponymie
L'explication de l'origine du nom varie selon les auteurs. Il proviendrait soit de Lou Chaintrie ou Santria, anciens mots occitans signifiant une borne ou limite, soit de Sainte Trie ou Terra Santria, appelée ainsi dans les archives  de la maison de Turenne   qui, par contraction, serait devenue Xaintrie.

Dans son ouvrage paru en 1878, Histoire de la Xaintrie M. Saint-Bonnet, propose l'explication suivante :

« A l'extrémité sud-est du département, trois cantons contigus : une petite partie du canton d'Argentat, Mercœur, Saint-Privat, qu'on désigne assez souvent sous le nom collectif de Xaintrie, parce qu'ils sont ceints par trois rivières: La Cère, qui sépare Mercœur du Cantal et du Lot; la Dordogne et la Maronne. »

## Géographie

### Topographie
La Xaintrie est un plateau granitique entaillé de gorges profondes délimité par les trois rivières de la Maronne, de la Cère et de la Dordogne.

### Situation
La Xaintrie est une région située à cheval sur le sud du Limousin, portion du département de la Corrèze située rive gauche de la Dordogne, et la Haute-Auvergne.
Les communes d'Argentat-sur-Dordogne et de Beaulieu-sur-Dordogne se trouvent à l'ouest de ce pays.
Les régions naturelles voisines sont la Dordogne limousine, le Mauriacois, la Châtaigneraie, le Bassin de Brive et le Pays de Tulle.

### Micro-régions
On distingue trois régions en Xaintrie :
- La Xaintrie blanche au nord de la Maronne, plus agricole (canton de Saint-Privat)
- La Xaintrie noire au sud de la Maronne, plus pauvre et plus boisée (canton de Mercœur)
- La Xaintrie cantalienne, limitée au nord par le Pays de Mauriac, au sud par la Châtaigneraie et à l'est par le pays de Salers et le bassin d'Aurillac

### Fiction
La bande dessinée fantastique Sasmira, par Laurent Vicomte (deux volumes, 1997 et 2011), se déroule en grande partie dans un château en Xaintrie.

## Lieux et monuments
- Le village de Camps-Saint-Mathurin
- Le village de Rilhac-Xaintrie
- Les villages de Saint-Privat et de Mercœur
- Les Tours de Merle
- Les Tours de Carbonnières sur la commune de Goulles
- Le Puy d'Arrel à Saint-Julien-aux-Bois, avec la reconstitution d'un village du XVe siècle